# 八乡山镇
八乡山镇，是中华人民共和国广东省梅州市丰顺县下辖的一个乡镇级行政单位。

## 行政区划
八乡山镇下辖以下地区：
小溪村、滩良村、马山村、和乐村、贵人村、大竹村、方吉村、银河村、尖山村、蝉联村、空尾村、龙岭村、苏坪村、高基村和戏潭村。